# Dżaman
Dżaman (arab. جمان) – wieś w Syrii, w muhafazie muhafazie Aleppo. W 2004 roku liczyła 427 mieszkańców.